# Argillana
Argillana é um gênero de traça pertencente à família Arctiidae.